# São Rafael (Río Grande del Norte)
São Rafael (en español, San Rafael) es un municipio del estado del Rio Grande del Norte (Brasil). Tiene una población estimada, en 2021, de 8.183 habitantes.

## Historia
Inicialmente llamado Caiçara, el municipio de São Rafael comenzó en un asentamiento indígena, en las proximidades del río Piranhas. Por estar en las costas del río, luego sus tierras fueron aprovechadas para la producción de ganado y plantaciones, haciendo surgir un buen contingente poblacional, a mediados del siglo XVIII.
El fray Serafim de Catânia, misionero capuchino presente en el área en los años de 1845 y 1850, mudó el nombre de la localidad a São Rafael. Este cambio no fue bien aceptado inicialmente por la población.
En 1858 fue creada una escuela de alfabetización llamada Banca de Primeras Letras, que enseñaba al pueblo el nombre Caiçara, ignorando la denominación impuesta por el fray capuchinho. Pero São Rafael fue el nombre que prevaleció oficialmente.
Ya bien estructurada, la localidad de São Rafael pasó a la condición de distrito de Santana del Matos en el año 1938.
En 23 de diciembre de 1948, a través de la Ley 146, São Rafael logró su emancipación política, separándose de Santana do Matos y se tornó un municipio de Rio Grande do Norte.
La sede fue reubicada cuando se construyó la represa Armando Ribeiro Gonçalves, con el reasentamiento de 730 familias (toda la población de la época).